# Graf Petöfy
Graf Petöfy ist einer der frühen Gesellschaftsromane Theodor Fontanes.
Er handelt von der Ehe zwischen einer jungen, protestantischen, bürgerlichen Schauspielerin aus Norddeutschland und einem alten, katholischen, ungarischen Grafen.
Erste Notizen zu dem Roman legte Fontane 1880 an. 1883 war der Roman beendet. 1884 erschien er als Vorabdruck in der Deutschen Roman-Bibliothek zu Über Land und Meer. Noch im selben Jahr folgte der Erstdruck als Buch im Verlag F.W. Steffens.

## Inhalt
Das Geschlecht der Grafen von Petöfy hat nur noch drei lebende Vertreter: Den alten Grafen, einen etwa siebzigjährigen Junggesellen und Theaterhabitué, seine verwitwete Schwester Judith von Gundolskirchen, die ihre Zeit im Gegensatz zu ihrem Bruder mit Gesprächen mit ihrem Vertrauten Pater Feßler und Beschäftigung mit der katholischen Kirche ausfüllt, und den Neffen der beiden, Egon Graf Asperg, den Sohn einer bereits verstorbenen Schwester der beiden alten Herrschaften.
Petöfy und Judith von Gundolskirchen teilen sich im Winter ein Palais in Wien. Hier lernt denn auch Judith von Gundolskirchen die junge Schauspielerin Franziska Franz kennen, für die Petöfy eine Zuneigung gefasst hat, und gewinnt den besten Eindruck von der jungen Dame. Auch, als man sich Monate später in einem Urlaubs- und Kurort wiedertrifft – Franziska kuriert dort ein Nervenfieber aus, das sie befallen hat, nachdem der alte Graf sich vorerst wieder deutlich von ihr zurückgezogen hat –, hält der freundschaftliche Verkehr an. Dennoch ist Judith nicht glücklich, als ihr Bruder ihr seine späten Heiratspläne anvertraut: Er möchte Franziska als eine Art Scheherazade für sich gewinnen und auf sein ungarisches Schloss Arpa – seine Sommerresidenz – verpflanzen. Den Konfessions- und Standesunterschied sieht sie zwar, genau wie Franziskas Vertraute Hannah, als zweitrangig und nicht allzu problematisch an, nicht aber den Unterschied der Jahre zwischen den beiden Partnern. Franziska, so fürchtet sie, wird vereinsamen und sich langweilen, das Opfer, das sie – freilich im Tausch gegen gesellschaftlichen und finanziellen Aufstieg – zu bringen gedenkt, scheint ihr zu hoch. Franziska ihrerseits spricht gegenüber ihrer vertrauten Dienerin Hannah ihre Befürchtung aus, dass sie sich mehr nach den Wünschen ihres zukünftigen Gatten richten wird, als sie wirklich kann – eine deutliche Vorausdeutung. Doch es kommt zu der Eheschließung, und Franziska nimmt ihr Leben als „Plaudertasche“ des alten Grafen auf. Zunächst unterhält sie sich damit, ungarische Sprachkenntnisse zu erwerben und mit den Kindern der Bediensteten zu spielen, als aber Graf Egon zu einem Besuch auf Schloss Arpa erscheint, vertauscht sie die Lehrbücher freudig mit Lektionen im Sattel und begleitet den jungen Grafen auf langen Ausritten. Einmal, im Zuge einer etwas dramatischen Rettungsaktion für ein angeblich von Zigeunern geraubtes Kind, gerät sie gar zusammen mit Egon auf dem stürmischen See, an dem das Schloss liegt, in Lebensgefahr, wird aber gerettet.
Als der Herbst mit ausgiebigen Regenfällen einsetzt, zeigt sich jedoch, dass Judiths Befürchtungen nicht unbegründet waren. Franziska empfindet die Leere ihres Daseins in der Ehe mit dem alten Grafen stärker denn je. Judith empfiehlt ihrem Bruder noch dringend, doch schleunigst wieder nach Wien umzusiedeln, um seiner Frau die Unterhaltungen der Wintersaison zugutekommen zu lassen, doch es ist zu spät: Eines Tages bemerkt der alte Petöfy, dass sein Neffe einen Ring aus Franziskas Besitz trägt. Er sieht ein, dass seine Zumutung an die junge Frau zu hoch war, will dem jungen Paar nicht im Wege stehen und beschließt, nicht etwa Graf Egon zur Rede zu stellen oder sich gar mit ihm zu duellieren, sondern selbst aus dem Leben zu scheiden.
Franziska, von Reue erfasst, entschließt sich nach dem Tod ihres Mannes, die Beziehung zu Egon abzubrechen, Trost in der katholischen Kirche zu suchen und ihr Erbe allein zu verwalten.

## Kritische Stimmen
Die erste Kritik an dieser Erzählung stammt von Fontanes Frau Emilie, die mit dem Abschreiben der Manuskripte betraut war. Sie hielt ihrem Mann vor, die Liebesgeschichte zwischen Franziska und Egon sei nicht genügend vorbereitet, sondern überrasche den Leser und wirke unmotiviert – ein sehr berechtigter Einwand, den Fontane allerdings nicht ernst nahm. Auch die plötzlichen Gesinnungswandel Franziskas gehören hierher. Ist sie zunächst beinahe berechnend und heiratet offenbar nur aus Ehrgeiz und ohne tiefere Neigung zu dem alten Mann, soll sie dann auf einmal eine heftige Zuneigung zu Egon gefasst haben, der eine ziemlich blasse Gestalt in dem Roman bleibt, und dann eine weitere Kehrtwendung vollziehen.
Spätere Kritiker merkten vor allem an, dass Fontane hier, im Gegensatz zu seinen anderen Gesellschaftsromanen, das Terrain, das er schilderte, kaum aus eigener Anschauung kannte. In Wien hatte er sich nur einmal drei Tage lang aufgehalten, in Ungarn nie (und schon der Name Petöfy ist als Adelsname vollkommen unglaubwürdig). Nur im Heimatort der Franziska kann man seine eigene Vaterstadt Swinemünde in etwas lebendigerer Schilderung erkennen. Dieses Problem wird jedoch von der neueren Forschung nicht mehr als so gravierend angesehen wie in früheren Jahren, da sich das Interesse inzwischen mehr der Komposition des Gesprächsromans als den Schauplätzen zugewandt hat.

## Verwandte Motive in anderen Romanen Fontanes
Den Altersunterschied zwischen zwei Partnern als mitunter gravierendes Problem schildert Fontane mehrfach. Cécile versucht dieses Manko, wie manches andere, tapfer zu überwinden, ebenso vermutlich Lene Nimptsch, nachdem sie Gideon Franke geheiratet hat, wohingegen sowohl Melanie van der Straaten als auch Effi Briest, genau wie Franziska, ihren Gatten betrügen. Melanie findet mit ihrem neuen Partner ihr Lebensglück, Effi geht letzten Endes an der aufgelösten Ehe zugrunde.
Wie Graf Petöfy findet auch Schach von Wuthenow keine andere Lösung, als sich umzubringen, in seinem Fall noch vor der Eheschließung mit einer deutlich jüngeren Frau.
Auch mit den Schwierigkeiten der Standesunterschiede beschäftigt sich Fontane in seinen Gesellschaftsromanen häufig. Die Kombination „bürgerliches Mädchen – adliger Mann“ findet sich sowohl in Irrungen, Wirrungen als auch in Stine wieder; in beiden Fällen kommt es aber zu keiner dauerhaften Verbindung. Allerdings stammen sowohl Lene, die Heldin des erstgenannten Romans, als auch Stine aus einer anderen Schicht als Franziska Franz. Sie sind Näherinnen und als solche nicht in der Lage und vielleicht auch nicht gewillt, sich wenigstens äußerlich der adligen Gesellschaftssphäre anzugleichen. Lenes Aufmachung etwa wird in Hankes Ablage von den bezahlten(!) „Freundinnen“ der Regimentskameraden Bothos kritisiert, während Franziska Franz selbstbewusst sagen kann:

„Im allgemeinen […] gehört zu einem Grafen eine Gräfin; wer wollte das bestreiten? Aber wenn es keine Gräfin sein kann, so kommt nach der Gräfin gleich die Schauspielerin, weil sie, dir darf ich das sagen, der Gräfin am nächsten steht. Denn worauf kommt es in der sogenannten Oberschicht an? Doch immer nur darauf, dass man eine Schleppe tragen und einen Handschuh mit einigem Chik aus- und anziehen kann. Und sieh, das gerade lernen wir aus dem Grunde. So vieles im Leben ist ohnehin nur Komödienspiel, und wer dies Spiel mit all seinen großen und kleinen Künsten schon von Metier wegen kennt, der hat einen Pas vor den anderen voraus und überträgt es leicht von der Bühne her ins Leben.“

(Diesen Vorzug genießt übrigens, wenn auch in geringerem Maße, auch Wanda Grützmacher in Stine.) Dennoch muss Franziska es – entweder aus Konfessions- oder aus Standesgründen – erleben, wie Graf Petöfy in aller Selbstverständlichkeit davon ausgeht, dass ihre Leiche einstmals keinen Platz in der Gruft der adligen Familie finden wird.
Kritisch ins Lächerliche gezogen erscheinen die Standesunterschiede in Frau Jenny Treibel. Diese Bourgeoise kleinbürgerlicher Herkunft verhindert erfolgreich die Heirat ihres Sohnes Leopold mit der Tochter des Gymnasialprofessors Schmidt, die ihr eigentlich in allen Bereichen außer dem der Finanzen weit überlegen und überdies die Tochter ihres alten Jugendfreundes ist.
Eher tragisch erscheinen die Schicksale der adligen, aber armen Damen, die bei Fontane aus Mitgiftgründen keinen standesgemäßen Partner finden und deshalb unverehelicht bleiben müssen. Dies geschieht etwa den drei Poggenpuhls oder dem Fräulein von Schmargendorf in Der Stechlin.
Der Unterschied der Konfessionen dagegen wird kein weiteres Mal von Fontane in den Vordergrund gestellt. Katholisch sind in seinen in Berlin und Norddeutschland angesiedelten realistischen Romanen meist nur Nebenfiguren wie etwa die Roswitha in Effi Briest. Eine Ausnahme bildet die aus Polen stammende Cécile, die aber konvertiert ist und erst im Tode wieder Trost bei ihrer angestammten Kirche sucht. Mit Cécile hat Franziska ein Schicksal gemein, das erstere allerdings härter trifft. Das polnische junge Fräulein ist vorgeblich als Vorleserin und Unterhalterin in ein fürstliches Haus gekommen, wie auch Petöfys Ehewunsch dem Verlangen nach einer Gesellschafterin und Geschichtenerzählerin entspringt. Doch während Graf Petöfy als Ehrenmann seine „Plaudertasche“ immerhin heiratet – und die Ehe wohl nie vollzieht –, wird Cécile zur Fürstengeliebten und von ihrem ersten Dienstherren in der gleichen Funktion an einen zweiten weitergereicht. Damit ist ihre Ehre befleckt und eine Rückkehr in den Schoß der Gesellschaft trotz ihrer späteren Heirat mit Pierre von St. Arnaud nicht mehr möglich. Für Franziska dagegen ergeben sich aus ihrer Eheschließung mit Graf Petöfy keine gesellschaftlichen Nachteile, und ob ihr die Liaison mit Egon zum Schlechten angerechnet bzw. in der Öffentlichkeit überhaupt bekannt wird, wird in Fontanes Erzählung nicht deutlich.
Mit Mathilde Möhring schließlich ist Franziska insofern vergleichbar, als sie nach dem Ende ihrer Ehe, die ihr aber ein gewisses „Startkapital“ vermittelt, zu sich selbst findet und ein eigenständiges, mehr oder weniger emanzipiertes Leben beginnt. Freilich muss man feststellen, dass Mathilde zwar ihren ursprünglichen Berufsplan wieder aufnimmt und Lehrerin wird, dabei aber in recht beschränkten und eher ärmlichen Verhältnissen verharrt. Franziska trifft es zwar materiell besser, doch ihre Zukunftsaussichten erscheinen dennoch recht düster. Rückzug vom „weltlichen“ Leben zugunsten der Beschäftigung mit der Kirche ist ein Los, das der Natur der jungen Frau, wie sie zunächst geschildert wurde, nicht zu entsprechen scheint. Auch hier machen sich die Sprünge in der Komposition wieder bemerkbar.

## Reale Urbilder
Im gleichen Jahr, in dem Fontane den Roman zu skizzieren begann, erfolgte die Eheschließung der Schauspielerin Johanna Buska mit dem Grafen Nikolaus Casimir Török von Szendrő. Die junge Frau, die Fontane durch seine Tätigkeit als Theaterkritiker bekannt war, war Anfang Dreißig, der Graf nahezu siebzig Jahre alt. Er starb vier Jahre später eines natürlichen Todes und Fontane kommentierte: „Török ist Petöfy und die Buska ist Franziska, – sie wird aber wohl weniger geistreich sein und gewiss irgendeinen Egon heirathen.“ (Brief vom 11. Juni 1884 an seine Frau Emilie). In der Tat heiratete die ehemalige Schauspielerin wenig später erneut, diesmal Angelo Neumann, den Direktor des Deutschen Theaters in Prag. Auch sonst bestehen einige Unterschiede zwischen den realen und den Romanfiguren. Johanna Buska heiratete den alten Grafen wohl nicht aus freien Stücken, sondern auf Befehl des Kaisers Franz Joseph, der dadurch eine Liaison des Kronprinzen Rudolf zu beenden und wohl auch das in der Ehe mit Török geborene Kind dem Grafen unterzuschieben versuchte. Diese Hintergründe dürften Fontane allerdings unbekannt gewesen sein; interessant war für ihn offenbar die Ausgangssituation einer Ehe zwischen junger Schauspielerin und altem Adligem, und auch die umstrittene Ansiedlung der Romanhandlung in Österreich und Ungarn geht eindeutig auf diese realen Vorbilder zurück.
Pater Feßler, der im Hause der Judith von Gundolskirchen verkehrt und bei Franziskas Konversion eine wichtige Rolle spielt, hat sein reales Urbild in dem Hofprediger Dr. Karl Adam Windel. Dieser verkehrte im Haus des Ehepaars Karl Hermann und Marie von Wangenheim, bei dem ebenfalls beide Konfessionen vertreten waren.
Zu Beginn wird dem Grafen der Tod seines Freundes Ludwig von Gablenz gemeldet, was den Roman genau datiert und dem Titelhelden Gelegenheit gibt, den Entschluss zum Freitod zu verteidigen.

## Leitmotive und Symbolisches
Mehrfach – und schon sehr früh – wird in dem Roman auf Nikolaus Lenaus Lyrik angespielt. Neben dem Scheherazademotiv, das seinerseits wiederum mit der Figur der heiligen Elisabeth verknüpft ist, bilden Verse Lenaus den Hintergrund des Romans; insbesondere das Regenmotiv, das mit „des Mädchens Einsamkeit“ verbunden ist, taucht immer wieder in der Erzählung auf.
Symbolträchtigerweise geht eine der Glocken, die geläutet werden, als Franziska in ihr neues Heim eingeführt werden soll, zu Bruch und ertönt erst wieder, als die junge Frau, nun verwitwet, in das Schloss zurückkehrt, um ihr Erbe anzutreten. Und den Ring, der seinerseits ja wiederum ein Zeichen für Verbundenheit darstellt und schließlich Egons Liebschaft verrät, kennt Graf Petöfy ausgerechnet vom Tag seiner Werbung um Franziska her. Ausdrücklich wird in dieser Szene, die in der Wohnung der jungen Schauspielerin angesiedelt ist, betont, dass dem Ambiente alles „russisch Patschulihafte[…]“ fehlt, das dem Klischee nach eigentlich zu einer jungen Schauspielerin gehört. Vielmehr deutet Franziskas Wohnstatt auf den nüchternen Charakter der Bewohnerin hin. Dagegen bewegt sich das Denken und Interesse des alten Grafen immer in der Bühnensphäre, und noch als er den Entschluss zum Selbstmord fasst, stellt er fest, dass er kein „Störenfried“ sein will – der Titel eines Stücks von Roderich Benedix.

## Ausgaben
- Theodor Fontane: Graf Petöfy. In: Deutsche Roman-Bibliothek zu Über Land und Meer, 1884, 7, S. 649–654, 673–684, 697–707, 721–732, S. 745–755, 769–779, 798–805.
- Theodor Fontane: Graf Petöfy. Roman. 2 Bände. F.W. Steffens, Dresden 1884.
- Theodor Fontane: Graf Petöfy. Hrsg.: Lieselotte Voss. Stuttgart 1989, ISBN 3-15-008606-X.
- Theodor Fontane: Graf Petöfy. Roman. Hrsg.: Petra Kabus. Berlin 1999, ISBN 3-351-03119-X (Große Brandenburger Ausgabe. Das erzählerische Werk, Band 7).